# Phytomyza catalaunica
Phytomyza catalaunica este o specie de muște din genul Phytomyza, familia Agromyzidae, descrisă de Spencer în anul 1960.
Este endemică în Spania. Conform Catalogue of Life specia Phytomyza catalaunica nu are subspecii cunoscute.